# Гуамська операція (1944)
Гуамська операція 1944 — битва між США та Японською імперією, визволення острова Гуам американськими військами, після Гуамської операції 1941 року. Битва відбувалась у руслі подій Другої світової війни та Війні на Тихому океані.

## Обставини
Гуам — це найбільший із Маріанських островів, має площу 362 км². Острів став володінням США після Іспансько-американської війни 1898 року, аж до Першої Гуамської операції 1941 року, коли острів захопили японці. Гуам не був настільки захищений, як, наприклад, острів Сайпан, який був володінням Японії з кінця Першої світової війни, але в 1944 році мав численний японський гарнізон.
У плани Антигітлерівської коаліції входило захоплення Маріанських островів. Операція Фораджер (англ. Operation Forager), отримала назву від важких попередніх бомбардувань, спочатку планувалося бомбардувати за допомогою літаків з авіаносців та Маршаллових островів, а отримавши перевагу в повітрі — обстрілювати із лінкорів з близької відстані. Острови Сайпан, Тініан та Гуам були вибрані для захоплення через їхній розмір і їхню зручність як військової бази для підтримки операцій по захопленню Філіппін, островів Тайвань та Рюкю. Глибока гавань в Апрі підходила для великих кораблів, також на острові мали створити аеродроми, з яких мали бомбардувати Японію літаки Boeing B-29 Superfortress.
Вторгнення на Сайпан планувалося на 14 червня 1944 року, а висадка орієнтовно була призначена на 18 червня, але справжнє планування було досить оптимістичне. Битва на Філіппінському морі і наполеглива протидія японського гарнізону на острові Сайпан призвела до затримки на цілий місяць.
Бомбардування острова відбувалося 11—13 червня 1944 року. 12 і 13 червня було потоплено 12 вантажних та риболовних японських суден. 27 червня почався обстріл з лінкорів, пізніше 4 липня до них приєдналися 4 авіаносці, а через два дні ще 2, з втратою 16 літаків.

## Битва
Гуам оточений рифами, стрімчаками і скелями, тобто острів є важким випробуванням для атакуючого. 14—17 липня була проведена розвідка пляжів, яка знищила перепони для висадки військ. Незважаючи на перешкоди, 21 липня американські війська висадилися на обох сторонах півострова Орот, який розташований на західній стороні острова, плануючи захопити гавань Апра. 3-тя Дивізія морського корпусу США висадилися біля Агани, на півночі, о 8:29, а 1-ша Тимчасова морська бригада висадилася біля Агати на півдні. Японська артилерія потопила 20 гусеничних десантних машин і завдала великих втрат американцям, особливо постраждала 1-ша Тимчасова морська бригада, але о 9:00 американські війська вже стояли на обох берегах.
З настанням темряви американці створили на березі плацдарм завглибшки 2000 метрів. Японці, проникаючи до ворога, контратакували впродовж декількох днів битви, найчастіше вночі. Кілька разів вони вдало проникали на оборонні об'єкти американців, але були відтіснені з великими втратами людей і спорядження.
Труднощі при висадці виникли 23—24 липня у 77-ї піхотної дивізії. Не маючи машин-амфібій, вони мали вбиратися на берег з кінця рифу, де їх висадив їхній транспорт. Солдати розташовані на берегових плацдармах були під інтенсивним вогнем японців, що зменшувало темпи висадки військ. Завдяки цьому транспортні кораблі не могли підпливти до берега ближче ніж на 200 метрів, а кількість амфібій була дуже малою.
1-ша Тимчасова морська бригада заблокувала півострів Орот 25 липня, тієї ж ночі японський генерал-лейтенант Такеші Такашіна контратакував їх, водночас була здійснена контратака проти 3-ї дивізії морської піхоти США на півночі. Наступного дня генерал Худуйоші Обата повідомив — «Наші сили провалилися у досягненні бажаних цілей». Лейтенант-генерал Такеші був вбитий 28 липня, після цього командування обороною перейшло до лейтенант-генерала Обати. 28 липня два плацдарми були об'єднанні та американці захопили півострів.
Контратаки японців, як і їх відчайдушні битви, виснажили їх. Уже на початок серпня припаси та амуніція японців закінчувалися, і в них залишалася лише жменька танків. Обата відкликав солдатів зі сходу, плануючи укріпитися в центральних та північних гірських районах — затягнути військові дії на півночі, в джунглях, щоб втримати острів якнайдовше.
Після знешкодження японських сил на південній частині острова, Рой Гейгер почав наступ на північ з 3-ю дивізією морської піхоти США на лівому фланзі, та 77-ю піхотною дивізією США на правому, здобувши Агану того ж дня. Тіанський аеродром був захоплений 1 серпня.
Непрохідні джунглі ускладнили пересування американських солдатів, але після прориву основної лінії оборони японців навколо гори Баррігада, 2—4 серпня, лінія оборони зазнала краху. 1-ша Тимчасова морська бригада приєдналась до 3-ї дивізії морської піхоти США, через можливість втечі японців із пастки, оскільки фронт швидко розширювався. Крім того, японці мали інший опорний пункт на горі Санта Роза, який був захоплений 8 серпня.
10 серпня організований опір зупинився і Гуам був проголошений безпечним, хоча за оцінками 7500 японських солдатів були на свободі. Наступного дня Обата надіслав прощальну записку в Японію та здійснив ритуал сеппуку у своєму штабі на горі Матагуак.